# Brian Houghton Hodgson
Brian Houghton Hodgson (ur. 1 lutego 1800 w Prestbury, zm. 23 maja 1894 w Alderley) – brytyjski przyrodnik i etnolog, urzędnik państwowy.

## Życie i kariera
Urodził się w Prestbury w hrabstwie Cheshire. W wieku 17 lat wyjechał do Indii, gdzie został pisarzem w Kompanii Wschodnioindyjskiej. W 1819 wysłano go do Katmandu w Nepalu w charakterze asystenta komisarza. W 1833 objął tam stanowisko rezydenta.
W Nepalu badał życie Nepalczyków i tworzył opracowania dotyczące ich języka, literatury oraz religii.
Był zdecydowanym przeciwnikiem Macaulaya w kwestii kształcenia, a także używania języka angielskiego jako języka urzędowego, i konsekwentnie proponował prowadzenie nauczania w językach lokalnych.
Po rezygnacji ze służby państwowej w 1844 Hodgson na krótko wrócił do Anglii. Ponownie wyjechał do Indii w 1845 i osiedlił się w Dardżyling. Zajmował się badaniem ludności północnych Indii. W 1858 ostatecznie powrócił do Anglii. Zamieszkał w Cotswolds, a zmarł w Alderley.
Od 1877 był członkiem Royal Society.

## Badania ornitologiczne i przyrodnicze
Hodgson badał wszechstronnie otaczającą go przyrodę na podstawie materiałów pochodzących z Nepalu, Sikkimu i Bengalu. Zgromadził wielką kolekcję wypchanych ptaków i ssaków, przekazaną później przez niego do Muzeum Brytyjskiego. Odkrył nowy gatunek antylopy noszący od tego momentu jego imię Pantholops hodgsonii (antylopa tybetańska). Ponadto w jego dorobku jest odkrycie wcześniej nieopisanych 39 gatunków ssaków oraz 124 gatunków ptaków, z czego 79 gatunków ptaków opisał samodzielnie. Kolekcja zoologiczna Hodgsona prezentowana w Muzeum Brytyjskim w 1843 i 1858 roku liczyła 10 499 okazów. Ponadto zbiory te zawierały wiele rysunków i kolorowych szkiców zwierząt indyjskich wykonanych przez miejscowych artystów. Znaczna ilość tych eksponatów została później przekazana Londyńskiemu Towarzystwu Zoologicznemu.